# لی هائه این
لی هائه-این (به انگلیسی: Lee Hae-in)(زاده ۴ ژوئیه ۱۹۹۴) خواننده، بازیگر کره‌ای است.
او عضو گروه آی.بی.آی بود.